# Diego Simonetti
Diego Simonetti (Gemona del Friuli, 14 giugno 1865 – Pisa, 20 dicembre 1926) è stato un ammiraglio italiano, ufficiale veterano della rivolta dei Boxer, della guerra italo-turca e della grande guerra, in cui fu comandante dell'incrociatore corazzato Francesco Ferruccio, capo di stato maggiore delle forze navali mobilitate e quindi comandante superiore delle forze navali in Albania. Insignito della Croce di Cavaliere dell'Ordine militare di Savoiae della croce al merito di guerra. Tra il 1º giugno 1925 e la data della sua morte fu Comandante in capo dell'Armata Navale. Viene ricordato soprattutto per i fatti di Fiume..

## Biografia

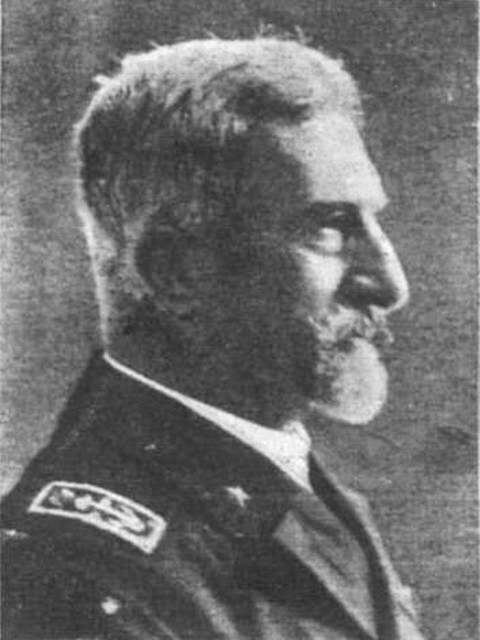
L'ammiraglio Simonetti

Nacque a Gemona il 14 giugno 1865, figlio di Gerolamo e da Vittoria Barnaba. All'età di quindici anni, nel 1881, si arruolò Regia Marina iniziando a frequentare la Regia Accademia Navale di Livorno conseguendo il grado di guardiamarina nel 1885. Tra il 1886 e il 1888 partecipò alla campagna navale nell'Oceano Pacifico imbarcato sull'incrociatore Cristoforo Colombo, e tra il 1889 e il 1890 alla campagna condotta dalla corvetta Caracciolo nel Mediterraneo orientale. Promosso tenente di vascello si imbarcò sull'ariete torpediniere Dogali nella campagna dell'America centrale, e tra il 1898 e il 1900 fu comandante di torpediniere.
Tra il 1900-1901 in seguito alla rivolta dei Boxer, partecipò alla campagna in Estremo Oriente con il Corpo di spedizione italiano in Cina. Fu promosso capitano di corvetta nel 1902 e capitano di fregata nel 1907. Prevalentemente imbarcato, tra il 1909 e il 1911 fu comandante di squadriglia torpediniere, prestò servizio presso il Ministero della marina e anche come direttore dell'ufficio idrografico del 3° Dipartimento a Venezia.
Divenuto capitano di vascello nel 1911-1912, partecipò alle operazioni navali nel corso della guerra italo-turca come comandante dell'ariete-torpediniere Etna. All'atto dell'entrata in guerra del Regno d'Italia, avvenuta il 24 maggio 1915, era comandante dell'incrociatore corazzato Francesco Ferruccio partecipando a numerose missioni operative. Si distinse particolarmente nel corso della missione di bombardamento contro Ragusa (18 luglio 1915), e dopo l'affondamento dell'incrociatore corazzato Giuseppe Garibaldi, nave ammiraglia della formazione, assunse il comando della divisione predisponendo le operazioni di salvataggio dei naufraghi e la protezione contro ulteriori attacchi di sommergibili nemici. Promosso contrammiraglio nel 1916, assunse l'incarico di capo di stato maggiore delle forze navali mobilitate. Fu poi comandante superiore delle forze navali in Albania, cooperando con il locale comando del Regio Esercito e partecipando personalmente a numerose missioni belliche combinate, come protezione dei convogli, bombardamenti contro obiettivi costieri e porti, e efficace appoggio alle truppe operanti lungo la litoranea nella loro avanzata. Per questo fu decorato con la Croce di Cavaliere dell'Ordine militare di Savoia e promosso viceammiraglio nel 1918. Comandante del Dipartimento marittimo di Napoli, nel 1919 divenne comandante del Dipartimento marittimo della piazza di Venezia, nel periodo dell'impresa di Fiume scatenata da Gabriele D'Annunzio quando, in seguito al trattato di Rapallo, si rifiutò di lasciare la Reggenza del Carnaro e la città di Fiume.
Su suo ordine  la città venne completamente circondata da terra e dal mare e il mattino della vigilia di Natale, il 24 dicembre 1920, il Governo italiano ordinò un intervento militare per provocare l'evacuazione del territorio da parte dei legionari dannunziani e Fiume venne cannoneggiata dalle navi della Regia Marina. In qualità di Comandante in Capo delle forze navali dell'Alto Adriatico ordinò dal ponte di comando della nave da battaglia Andrea Doria il bombardamento dal mare della città e un colpo di cannone sparato dalla Andrea Doria sventrò la residenza fiumana del Vate che il 31 dicembre si arrese, dopo che negli scontri con l'esercito italiano della settimana precedente quasi cinquanta uomini, tra legionari, civili e militari del Regio Esercito, avevano perso la vita in quello che venne definito il Natale di sangue.
Successivamente è stato Comandante in capo della Piazza marittima di Pola fino al marzo del 1923, e governatore di Corfù durante la crisi tra l'Italia e la Grecia. Fu poi Comandante in Capo del Dipartimento Marittimo dello Jonio e del Basso Adriatico a Taranto, Comandante in Capo del Dipartimento Marittimo dell’Alto Tirreno a La Spezia e infine dal 1º giugno 1925 Comandante in capo dell'Armata Navale.
In seguito al regio decreto n. 2395 dell'11 novembre 1923 con cui vennero modificati assieme agli altri vertici delle forze armate del Regno i gradi degli ammiragli, il grado di viceammiraglio venne diviso in due gradi distinti, ovvero in viceammiraglio di armata e viceammiraglio di squadra fu tra coloro che vennero elevati al grado di viceammiraglio d'armata, per poi assumere il grado di ammiraglio d'armata quando in seguito alla legge 8 giugno 1926 n. 1178 le denominazioni di grado di viceammiraglio di armata e viceammiraglio di squadra  furono abolite e sostituite con quelle di ammiraglio d'armata e di ammiraglio di squadra.
Si spense a Pisa il 20 dicembre 1926 dopo breve malattia, mentre la sua insegna di Comandante in Capo della Armata Navale sventolava ancora sull'albero di maestra dell'Ammiraglia Conte di Cavour. Una via e lo stadio di Gemona portano il suo nome.

### Annotazioni
1. ↑  Ecco il testo del proclama emesso il 30 novembre 1920: Noi, Diego Simonetti, Vice Ammiraglio Comandante in Capo delle Forze Navali dell’Alto Adriatico; In seguito agli ordini del Regio Governo impartitimi a mezzo di S. E. il Generale Caviglia, Comandante Generale delle Truppe della Venezia Giulia ed ai poteri conferitici: DICHIARIAMO: Dal 1º dicembre 1920 alle ore 10 il litorale dello Stato indipendente di Fiume ed i territori insulari illegalmente occupati dai Legionari Fiumani sono sottoposti al blocco effettivo da parte delle Forze Navali ai nostri ordini. Sarà proceduto contro chiunque e con qualsiasi mezzo tenterà di violare detto blocco secondo le leggi internazionali ed i trattati in vigore. La zona di blocco è limitata fra i meridiani 14° 20’ e 15° e fra i paralleli 44° 40’ e 45° 20’. Sono concessi tre giorni di tempo alle navi mercantili nazionali ed estere per uscire dalla zona bloccata e sarà concesso il libero transito previa visita da parte delle unità in crociera purché non abbiano a bordo milizie armate, armi e munizioni. Qualsiasi nave uscente prima del termine limite concesso si rifiuti di subire la visita è suscettibile di sequestro e qualsiasi nave che prima o dopo tale termine compia atti ostili contro unità in crociera, verrà senz’altro affondata. Nessuna nave potrà navigare dal tramonto all’alba nella zona di blocco e nessuna entrarvi. Sarà concesso di giorno l’approdo nei porti e nelle località comprese nella zona bloccata alle sole navi debitamente autorizzate che portino viveri o carbone per la popolazione civile o che siano dirette a porti o località del Regno S.H.S. Da bordo della R. Nave Andrea Doria. Pola, 30 novembre 1920.

### Fonti
1. 1 2 3 4 5 6 7 8 9 10 11 12  Alberini, Prosperini 2016, p. 494.
2. 1 2  Treccani online
3. 1 2 3 4   UN GRANDE MARINAIO FORSE DIMENTICATO (PDF), su marinaidigemona.it. URL consultato il 25 marzo 2016 (archiviato dall'url originale il 7 aprile 2016).
4. 1 2 3 4  Alberini, Prosperini 2016, p. 495.
5. ↑  Ordine militare d'Italia sul sito della Presidenza della Repubblica